# Alexius von Brandenburg
Alexius von Brandenburg war von 1190 bis 1192 Bischof von Brandenburg.

## Leben
Seine Weihe zum Bischof von Brandenburg erhielt Alexius von Brandenburg zwischen dem 23. Juni 1190, letztmalige Erwähnung von Baldram von Brandenburg als Bischof von Brandenburg und dem 21. Juli 1191 durch den Erzbischof Wichmann von Seeburg. Am 21. Juli 1191 wohnte er als Bischof von Brandenburg der Weihe des Widukind von Corvey zum Abt im Stiftskloster Gottes Gnade bei Calbe bei. Er starb im Jahr 1192.
Bisher konnte nicht genau geklärt werden, ob es sich bei Alexius von Brandenburg auch um den Stiftsherrn des Klosters Unser Lieben Frauen von 1161 bis 1180 und späteren Propst von Hildeburgerode handelt. Nach dem 29. November 1182 wurde diese Person von Kaiser Friedrich I. dem Domkapitel von Lübeck zur Bischofswahl vorgeschlagen. Dies lehnte die Person aber ab.
In Alexius von Brandenburg wird der Schreiber des ersten Teiles des Codex Viennensis vermutet.

## Quelle
- Personendatenbank zur Germania Sacra, abgerufen am 28. Juni 2017.
- Germania-sacra, abgerufen am 28. Juni 2017.